# 김기윤 (축구 선수)
김기윤(1961년 5월 5일 ~ )은 대한민국의 축구 선수이며, 포지션은 수비수이다.